# Bunnpris

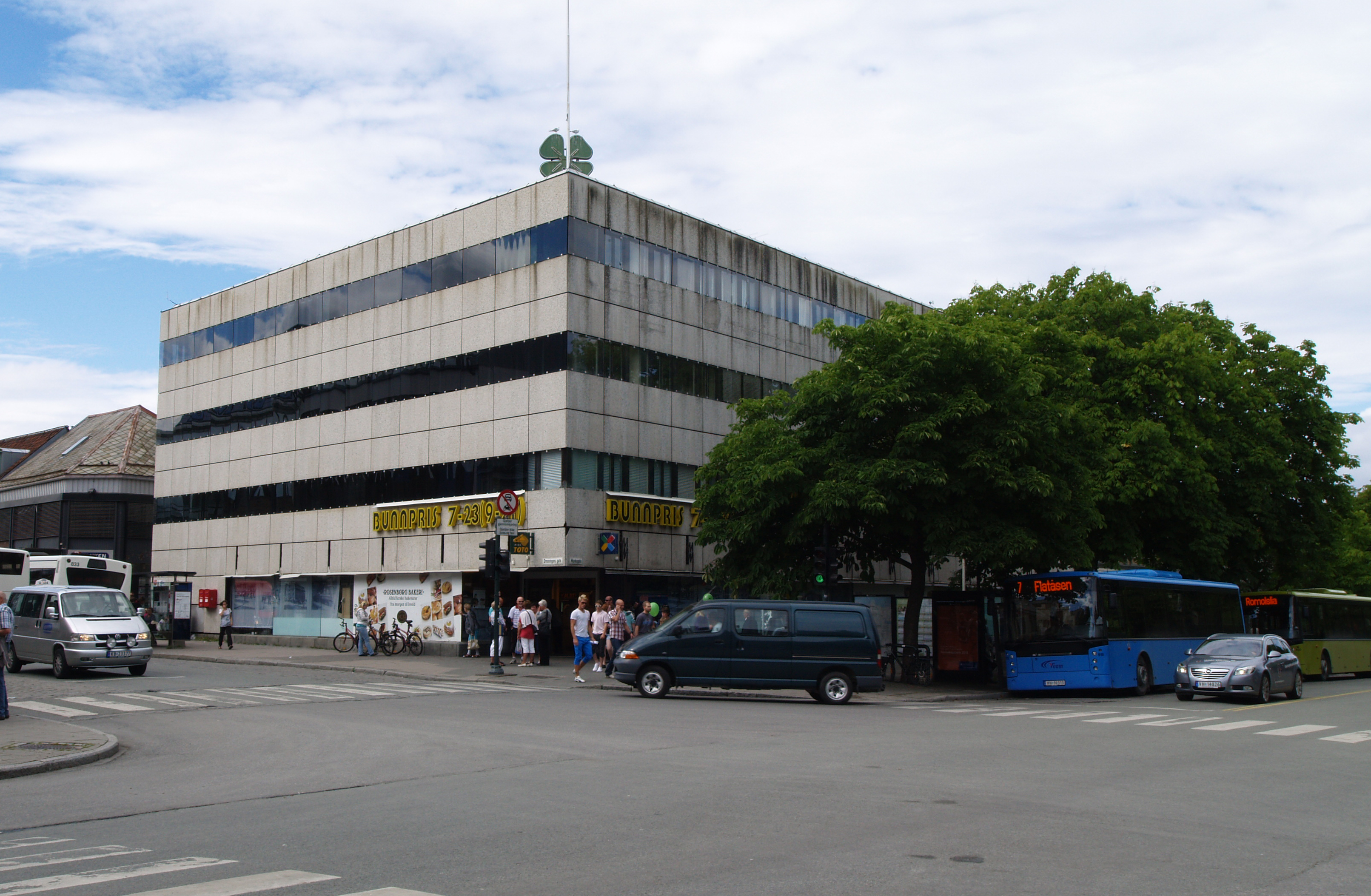
Obchodní dům Bunnpris v Trondheimu

Bunnpris je norský obchodní řetězec supermarketů. V Norsku má 193 obchodních domů. Společnost (I. K. Lykke AS) řídí I. K. Lykke, představitel páté generace rodiny Lykke.

## Historie firmy
Historie společnosti začíná v roce 1830, kdy Iver Knudsen Lykke začal vyvážet mlýnské kameny lodní dopravou z jihu Norska na sever. Vzhledem k tomu, že musel často přijímat platby v zemědělských produktech, vybudoval v Trondheimu obchod a od 60. let 19. století začal i s vývozem do Anglie. Představitel třetí generace této rodiny byl dokonce předsedou vlády Norska v letech 1926 až 1928.
V roce 1981 Trond Lykke (pátá generace rodiny ve vedení firmy) vybudoval obchodní řetězec Bunnpris se sídlem v Øra v Trondheimu a obchody po celém Norsku. V roce 2006 část nespokojených frenčízorů ICA přešlo k Bunnpris a rozšířilo tak počty jeho obchodních domů.